# Кленија (Удине)
Кленија је насеље у Италији у округу Удине, региону Фурланија-Јулијска крајина.
Према процени из 2011. у насељу је живело 146 становника. Насеље се налази на надморској висини од 174 м.